# Kazreti
Kazreti (en georgiano: კაზრეთი) es un asentamiento de tipo urbano de Georgia ubicado en el sur de la región de Baja Iberia, siendo parte del municipio de Bolnisi.

## Geografía
Kazreti está a orillas del río Mashavera, a 18 km de Bolnisi. El riego de la tierra en el pueblo se lleva a cabo a expensas del canal Kazret, de 31 km de largo, que se origina en la unión de los ríos Mashavera y Kazretula. Según datos oficiales de grupos de investigación independientes alemanes y de la agencia de investigación ambiental de Georgia, las aguas del río Mashavera y el canal de Kazreti están contaminadas con metales peligrosos para la salud humana, que ingresan aquí como resultado del trabajo de las minas.

## Historia
La investigación histórica realizada en Georgia ha demostrado que el oro se extrajo en el área hace miles de años. Se ha especulado que la mina de oro más antigua del mundo fue el sitio de Sakdrisi en las afueras de Kazreti.
En Kazreti hay un complejo monástico del primer cuarto del siglo XIII. 
El estatus de municipio se concedió en 1965. La mina en Kazreti se desarrolló en 1970 durante la era soviética. Desde 1970 hasta el colapso de la Unión Soviética, Kazreti era conocido en Georgia como un pueblo cosmopolita, habitado por trabajadores de las distintas repúblicas soviéticas. Tras el colapso de la Unión Soviética, la mayoría de las personas que ahora viven en la ciudad son de nacionalidad georgiana.
Kazreti ha sido escenario de varias protestas ambientales y laborales durante los gobiernos de MNU y SG. En 2014 hubo numerosas protestas y huelgas de hambre relacionadas con las condiciones laborales en las minas.

## Demografía
La evolución demográfica de Kazreti entre 1970 y 2022 fue la siguiente:
| 2538                                            | 5921 | 9124 | 7272 | 4340 | 5453 |
| (Fuente: Population of Georgia in Soviet times) |      |      |      |      |      |

Según el censo de 2014, los georgianos en Kazreti constituían el 88%, los azeríes el 8%, los armenios el 2% y los rusos el 1%.

## Economía
Su principal actividad económica es la minería, principalmente la extracción de oro y cobre. El mayor empleador de Kazreti es JSC RMG Copper. 

## Infraestructura

### Transporte
Kazreti está conectado por un ramal ferroviario a la estación de trenes de Marneuli.